# Zombi (videogioco)
Zombi è un videogioco di avventura grafica ispirato non ufficialmente dal film Zombi del 1978. Il videogioco è stato sviluppato e pubblicato dalla Ubisoft nel 1986 per Amstrad CPC e Commodore 64, nel 1989 per Atari ST e nel 1990 per Amiga, MS-DOS e ZX Spectrum.
Esistono due versioni del gioco, con differenze nella grafica e nell'interfaccia, nel caso di Commodore 64 (cassetta o disco) e Amstrad CPC (64k o 128k). Per Commodore 16 uscì un porting amatoriale non ufficiale.

## Modalità di gioco
La trama del videogioco ricalca la storia del film da cui esso è ispirato, sebbene in lingua originale il nome del gioco e del film non corrispondano e non è presente alcun accordo di licenza ufficiale. Il giocatore controlla quattro personaggi (Patrick, Yannick, Sylvie e Alexandre) bloccati all'interno di un centro commerciale, mentre al di fuori il mondo è stato invaso dagli zombi. Il giocatore dovrà condurre almeno uno dei quattro personaggi in salvo, facendolo giungere sino al tetto del centro commerciale su cui è posizionato un elicottero che potrà condurli in salvo, dopo aver procurato anche il carburante.
Il giocatore muove un personaggio alla volta, con una visuale in prima persona su schermate fisse in cui viene mostrato l'ambiente in cui si trova, con pochissimi elementi animati, in una finestra relativamente piccola dello schermo. Attorno alla finestra compaiono informazioni grafiche sullo stato dei personaggi e le varie icone di controllo e di spostamento nelle quattro direzioni, azionate con un puntatore. Il giocatore ha la possibilità di interagire con alcuni elementi dello schermo per portare avanti la storia o sbloccare alcune fasi di gioco. Nel corso di tutta l'avventura si dovrà inoltre combattere con gli zombi che entreranno in scena in alcune schermate. Si dovranno affrontare anche avversari umani interessati all'elicottero. Inizialmente si può attaccare a mani nude, ma si possono reperire varie armi. Si attacca o si interagisce con gli oggetti cliccando direttamente sulla visuale. 
È possibile salvare la partita.